# 海迪·克林
海迪·克林（德語：Heidi Klum，1973年6月1日—），德國裔的美國超級名模、節目主持人、電視製作人和時裝設計師，有時為歌手。她是《天橋驕子》及《德國超級名模生死鬥》的主持人和評審，也是維多利亞的秘密的合作模特兒。

## 個人生平

### 發跡
直到1990年代末，海迪·克林的名字才越来越多被国际模特儿界所熟知。她的职业生涯始自1992年。在由Thomas Gottschalk 主持的 《92模特儿挑战赛》中，当时还是一名19岁学生的海蒂从25000名选手中脱颖而出并最终赢得了价值30万美元的摄影模特儿合約。在获得德国大学入学资格（Abitur）后，为以后成为模特儿，她转而在杜塞尔多夫学习模特儿设计，1993年起，开始在纽约生活。

### 模特兒和演藝事業

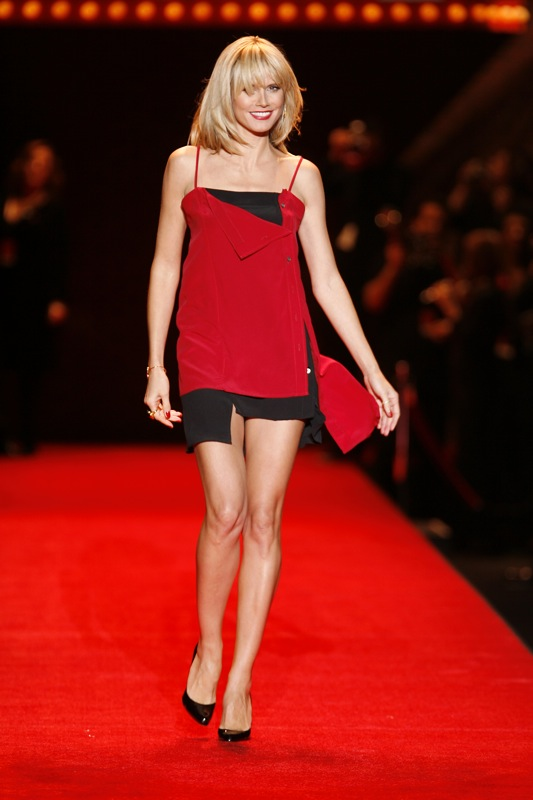
2008年The Heart Truth時裝表演

克隆曾經登上許多知名的雜誌封面，如《Vogue》、《ELLE》和《美麗佳人》（Marie Claire），在登上運動雜誌《Sports Illustrated Swimsuit Issue》後，知名度大大提高，之後與維多利亞的秘密合作，進入了Metropolitan Models模特兒公司。除了和世界級攝影師合作拍攝《Sports Illustrated》雜誌的照片外，克隆也在1999至2006年間和人體彩繪師瓊安·蓋爾（Joanne Gair）合作，還為蓋爾的人體彩繪書撰寫前言。克隆也曾擔任麥當勞、百靈、H&M和Liz Claiborne的代言人，現為Jordache和福斯汽車的代言人。
除了模特兒的工作外，她也在許多電視節目中演出，如《政界小人物》、《慾望城市》、《Yes, Dear》和《老爸老妈的浪漫史》（How I Met Your Mother）。她在《大放異彩》（Blow Dry）電影中扮演一位壞脾氣的頭髮模特兒，在《麻辣公主》（Ella Enchanted）扮演一位女巨人，也在《The Life and Death of Peter Sellers》演出。最近，克隆也有在電影《穿著Prada的惡魔》和《勾引陌生人》（Perfect Stranger）中客串演出。
據2007年7月，克隆在過去一年賺進了800萬美元，被富比世排名為世界最會賺錢的超級名模的第三名。2008年，富比世估計她的收入約有1400萬美元，排名晉身至第二名，超越凱特·摩絲（750萬美元），但遠遠落後吉賽兒·邦臣（3500萬美元）。目前，克隆為紐約市的IMG Models公司旗下的模特兒。

### 決戰時裝伸展台

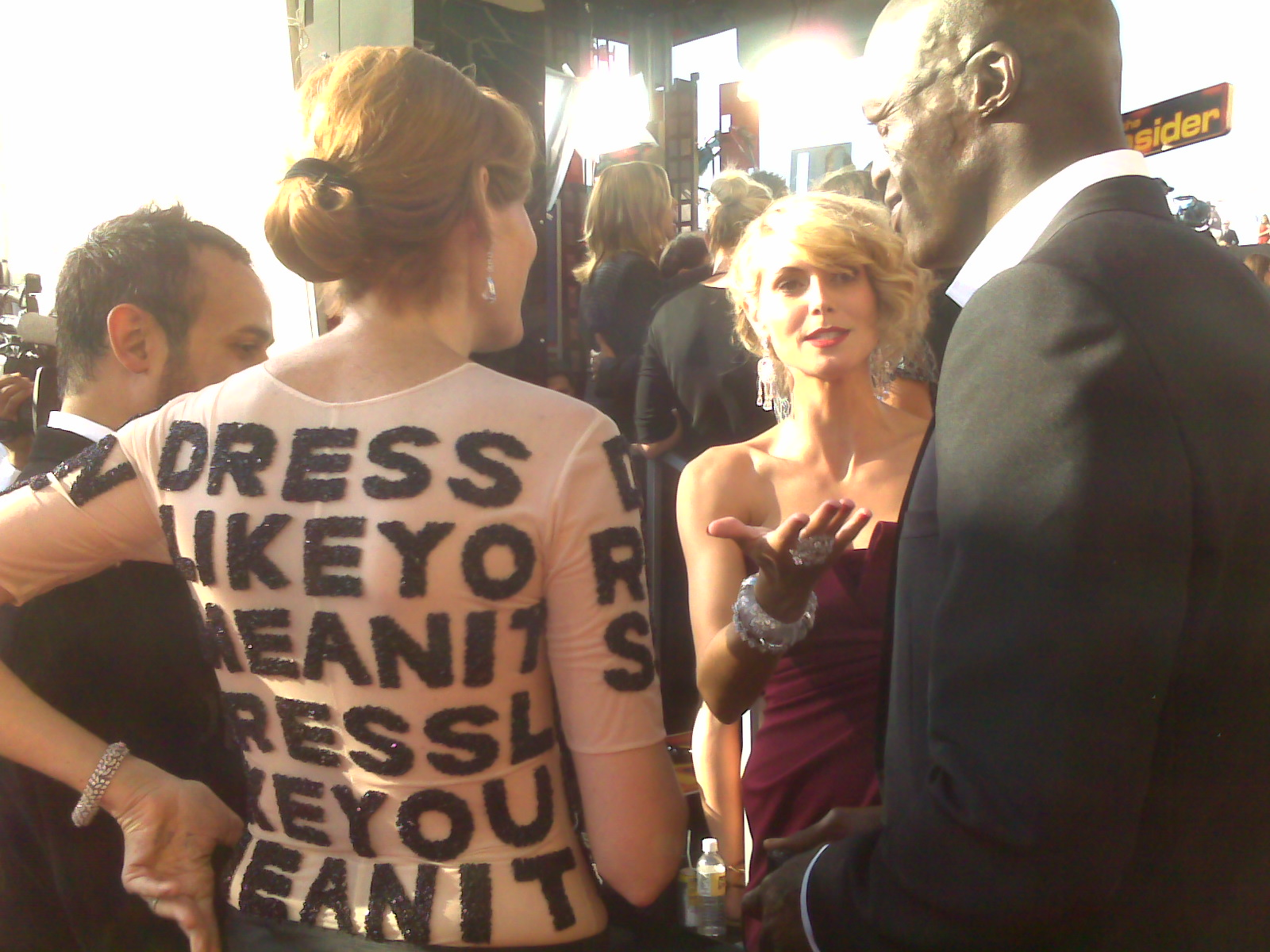
決戰時裝伸展台第三季的決賽者勞拉·班奈特在第59屆艾美獎訪問克隆和老公席爾

2004年12月，克隆接下真人實境秀《決戰時裝伸展台》的主持、評審兼執行製作的工作。節目內容是關於十幾位時裝設計師爭奪在紐約時尚周展示服裝的機會，以及幫助他們事業起步的獎金。克隆曾在前四季都獲得艾美獎的提名。2008年，她和節目都獲得了皮博迪獎，是第一次有實境秀贏得該獎項。。另外，克隆又在2008年被艾美獎提名為「比賽型實境秀最佳主持人獎」，是艾美獎當年的新創獎項。

### 服裝設計和香水
克隆設計過她自己的服裝產品，在德國知名的的郵購目錄《Otto》販售，也曾為勃肯設計鞋款，還設計過珠寶、泳裝。另外，她曾是維多利亞的秘密「The Body」內衣產品的設計師之一。她曾推出兩個香氛產品，分別為「Heidi Klum」和「Me」，在她的個人網站販售。
為了2008年美國網球公開賽，克隆設計了一款印花的T恤，在美網的店鋪販售，衣服上有像小孩的蝴蝶圖片，售價40美元。

### 德國超級名模生死鬥
《德國超級名模生死鬥》是一個德國的電視實境秀，節目中諸位模特兒一起爭奪IMG模特兒公司的合約。克隆擔任此節目的主持人和評審，與泰拉·班克斯一同擔任製作人。

### 私人生活
克林在1997年嫁給了造型師瑞克·皮皮諾（Ric Pipino），在2002年離婚。
離婚後，她曾與嗆辣紅椒主唱安東尼·基德斯和F1雷诺车队老板弗拉维奥·布里亚托利短暫交往過。2003年秋天，海迪·克林宣布她懷了布里亚托利的孩子，當天，布里亚托利就被媒體拍到與珠寶千金費歐娜·施華洛世奇（Fiona Swarovski）接吻，不久後，海迪·克林和布里亞多就分手了。2004年5月5日，克隆在紐約市生下了海蓮·蕾妮·克林（Helene "Leni" Klum）。
2004年初，當海迪·克林還在懷孕時，就和歌手席爾（Seal）交往，兩人於2005年5月10日在墨西哥某海灘結婚，生了兩子。2009年10月9日生了一個女兒Lou Sulola Samuel, 是克林跟席爾第四孩子。2012年1月宣告離婚。